# Antiopella
Genre
Antiopella est un genre de nudibranches de la famille des Janolidae.

## Liste des espèces
Selon World Register of Marine Species (22 avril 2024) :
- Antiopella barbarensis (J. G. Cooper, 1863)
- Antiopella capensis (Bergh, 1907)
- Antiopella cristata (Delle Chiaje, 1841)
- Antiopella fusca (O'Donoghue, 1924)
- Antiopella gelida (Millen, 2016)
- Antiopella longidentata (Gosliner, 1981)
- Antiopella novozealandica Eliot, 1907
- Antiopella praeclara Bouchet, 1975

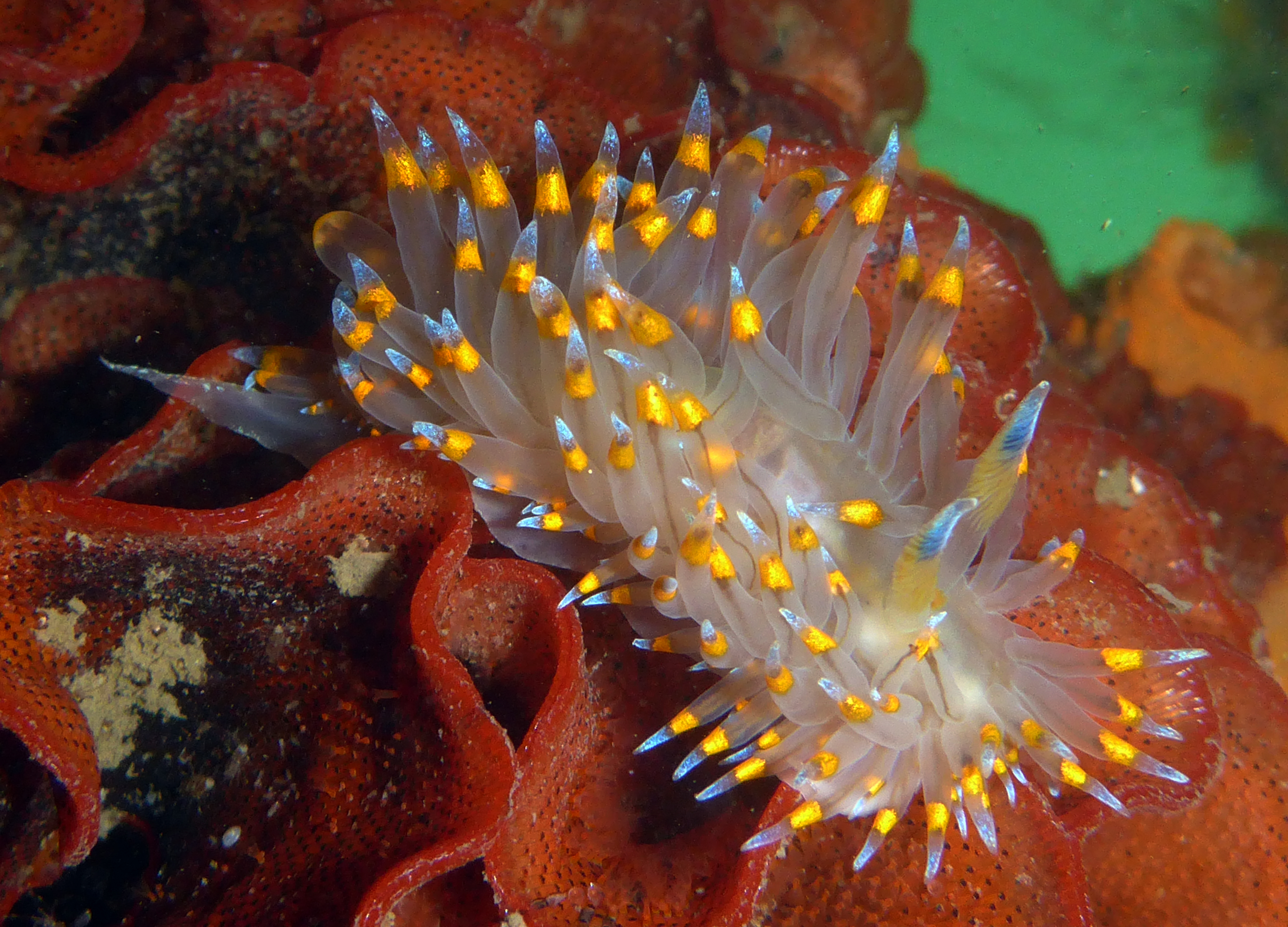
Antiopella barbarensis
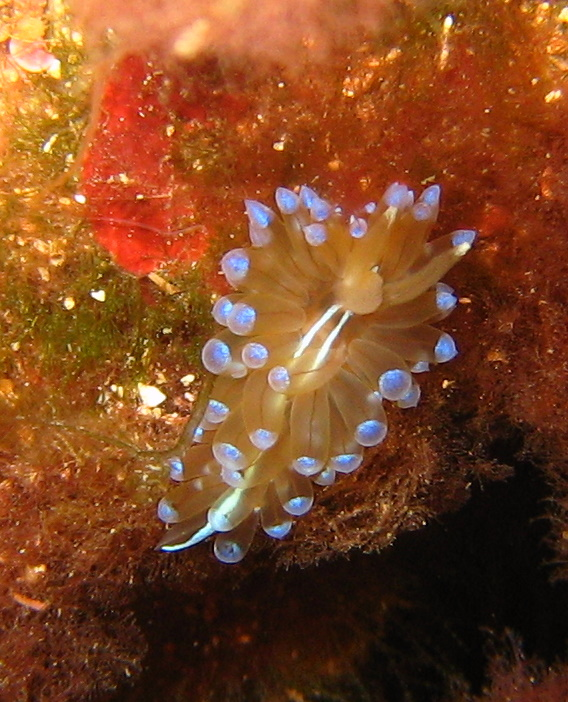
Antiopella cristata
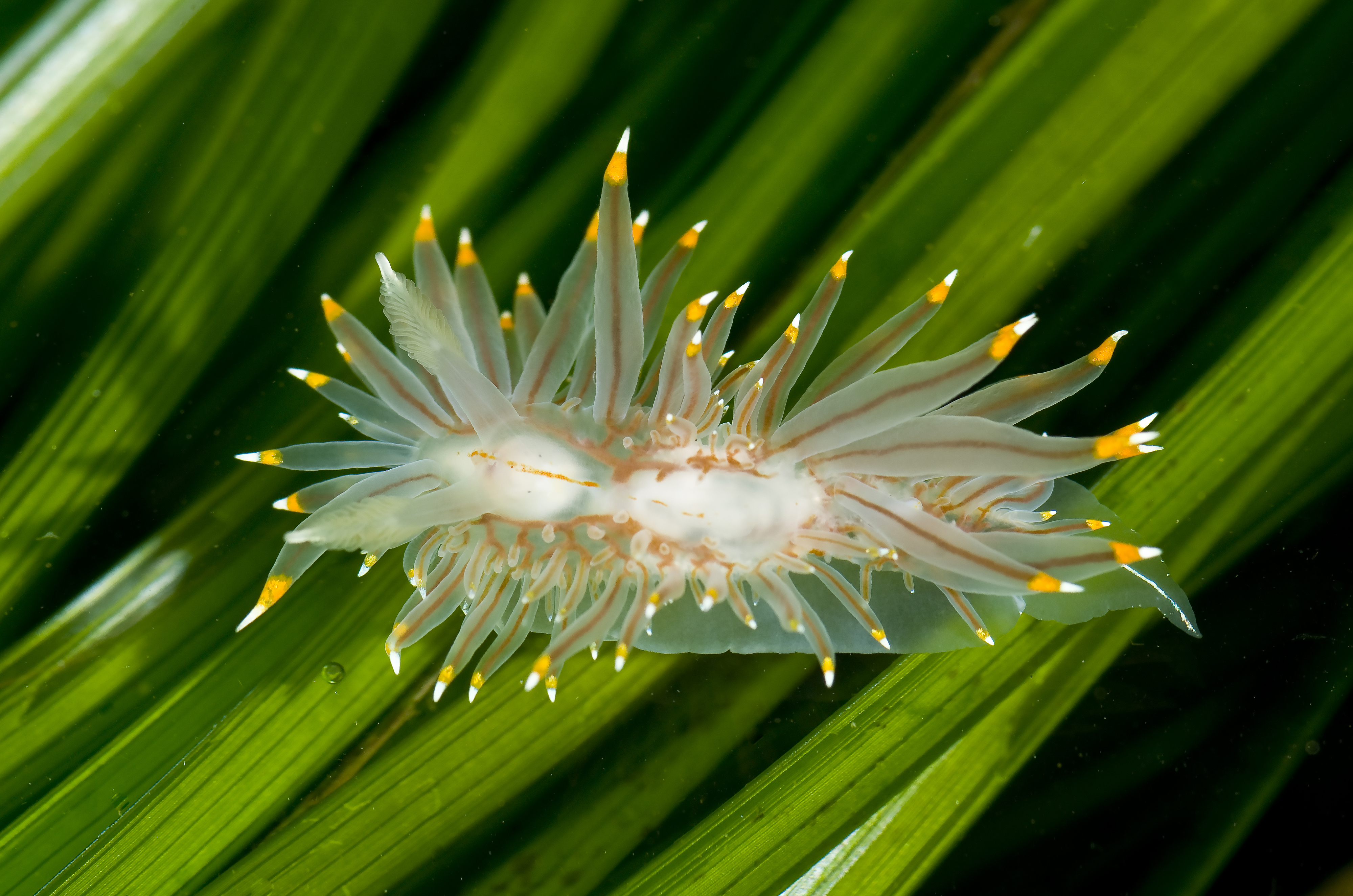
Antiopella fusca

## Systématique
Le nom valide complet (avec auteur) de ce taxon est Antiopella Hoyle, 1902,.
Le nom générique, Antiopella, vient en remplacement du nom Antiopa qu'avait choisi à l'origine William Evans Hoyle mais qui était déjà utilisé pour désigner des diptères de la famille des Syrphidae. À noter que ce genre sera par la suite lui-même invalidé et remplacé par Chrysotoxum Meigen, 1803.
Antiopella a pour synonymes :
- Antiopa Alder & Hancock, 1848
- Janus Vérany, 1844

## Publication originale
- (en) William E. Hoyle, « Two points in nomenclature. II. The genus Antiopa », Journal of Conchology, Londres, vol. 10,‎ 11 juin 1902, p. 214 (lire en ligne, consulté le 22 avril 2024).